# 小連鰭喉盤魚
小連鰭喉盤魚(ipqk:Lepadichthys minor)為輻鰭魚綱喉盤魚目喉盤魚科的其中一種，發現於西印度洋留尼旺；太平洋印尼至庫克群島海域，深度0至4公尺，體長可達2.5公分，屬底棲性魚類，棲息在潮池或礁石平台，生活習性不明。
其种加词“minor”意为“较小的”。